# Ильхыдаг
Ильхыда́г (Ильхида́г) — вершина в Азербайджане, расположена к северо-западу от Баку, недалеко от впадения реки Сумгаитчай в Каспийское море, под 40°33’27" северной широты и 49°28’20" восточной долготы. Высота 327 метров над уровнем моря. Вершину Ильхи-дага обыкновенно считают крайней восточной оконечностью главного Кавказского (водораздельного) хребта.
По вершине названа ильхидагская свита — пласт горных пород, распространенный на Апшеронском полуострове и в Кабристане (пустынная область к западу и к юго-западу от Апшеронского полуострова), состоящий из темно-серых и синевато-серых глин с прослоями известняков, и относящийся к датскому, маастрихтскому и кампанскому ярусам (61-84 млн лет назад).